# 21º Reggimento genio guastatori
Il 21º Reggimento Genio Guastatori è un reparto dell'Esercito Italiano con sede a Caserta,e la Compagnia Genio dislocata a Castrovillari (CS) dipende dalla 8ª Brigata bersaglieri "Garibaldi".

## Storia
Le origini del 21º Reggimento genio guastatori risalgono al 21º Reggimento genio, costituito a Trani il 1º ottobre 1937 e trasferito il 17 ottobre dello stesso anno in Africa settentrionale nel neo costituito XXI Corpo d'armata della Cirenaica.
Dal 1º gennaio 1938 il reggimento, con sede a Bengasi, venne ordinato su tre Battaglioni misti. All'inizio del secondo conflitto mondiale divenne Centro di Mobilitazione e tramite il Deposito vennero costituiti reparti delle varie specialità impiegati con le Grandi Unità che operavano in Africa Settentrionale:
- XXI Battaglione speciale artieri di Corpo d'armata;
- XXI Battaglione collegamenti di Corpo d'armata;
- LXIII Battaglione misto per la 63ª Divisione autotrasportabile "Cirene".

Nel corso del conflitto tali reparti diedero prova del loro valore, durante la Campagna del Nordafrica soprattutto in Cirenaica.
Il Centro di mobilitazione venne sciolto il 31 maggio 1941, mentre il 21º Reggimento genio venne invece sciolto nel novembre 1942 per eventi bellici.

### Dopoguerra
Il 1º gennaio 1953 veniva ricostituito a Trani un Battaglione del genio con la denominazione "XXI° Battaglione genio pionieri di Corpo d’Armata", posto alle dipendenze del X Comando Militare Territoriale di Napoli.
Il 1º aprile 1962 una Compagnia del Battaglione veniva trasferita ad Oderzo, in provincia di Treviso, alle dipendenze della III Brigata Missili.
Il 19 gennaio 1963 l'intero battaglione veniva assegnato alla III Brigata Missili e trasferito da Trani a Vicenza, nella cui sede, il 31 maggio 1967, si ricongiungeva anche la Compagnia Genio Pionieri con sede ad Oderzo.
Il 1º ottobre 1975 il Battaglione stanziato a Vicenza assumeva la denominazione di 21º Battaglione genio pionieri "Timavo" che ereditava le tradizioni e la bandiera di guerra del 21º Reggimento genio, assegnata con Decreto del 12 novembre 1976.
Il 1º febbraio 1979 il Battaglione venne sciolto e nello stesso anno lo Stato maggiore dell'Esercito, nel quadro di una più razionale distribuzione delle Unità del genio sul territorio nazionale ed anche per consentire interventi tempestivi in caso di pubbliche calamità nel Sud, dispose la costituzione, in data 1º febbraio 1979, presso la Caserma "G. Amico" di Caserta (caserma “G. Amico”), di un reparto del genio con la denominazione di "Battaglione genio pionieri per X° CMT" alle dipendenze del Comandante del genio della Regione Militare Meridionale. Il 1º gennaio 1980 il battaglione assunse la denominazione di 21º Battaglione Genio Pionieri "Timavo" ereditandone la Bandiera di Guerra. Nella stessa giornata del 1º gennaio 1980 veniva creata, autonoma con sede in Vicenza, dal 21º Battaglione Genio Pionieri "Timavo", la Compagnia Genio Pionieri "Aquileia" che successivamente, nel dicembre 1983, veniva trasferita a Portogruaro rimanendo sempre autonoma nell'ambito della 3ª Brigata missili "Aquileia" e veniva poi soppressa il 31 gennaio 1991.
In seguito al sisma del 23 novembre 1980, il 21º Battaglione genio pionieri "Timavo" interveniva prontamente, in soccorso delle popolazioni colpite dal terremoto, nei Comuni di Avellino, Laviano, Castelfranci, Castelnuovo di Conza, Gragnano, Lioni, Lacedonia, Montoro Inferiore, Montoro Superiore, Napoli, Serino, Sant'Angelo dei Lombardi, San Michele di Serino, Santa Lucia di Serino, Solofra, Santomenna, Santo Stefano del Sole, Teora, considerati fra più disastrati, operando poi nelle province di Avellino, Napoli e Salerno fino al 31 maggio 1981. Per i soccorsi prestati in tale occasione la bandiera di guerra del battaglione veniva decorata, con decreto 15 dicembre 1981 di Medaglia di bronzo al valore dell'Esercito.
Con il ripristino del livello reggimentale nell'Esercito Italiano, il 21 settembre 1993 il battaglione veniva inquadrato nel ricostituito il 21º Reggimento genio pionieri.
A decorrere dal 1º dicembre 1997 il Reggimento passava alle dipendenze del Comando Raggruppamento Genio in Udine, inserito nei Supporti delle Forze Operative Terrestri.
Il occasione dell'alluvione di Sarno del maggio 1998 il reggimento fu il primo reparto ad accorrere nelle zone investite salvando vite umane ed alleviava i disagi e le sofferenze della popolazione colpite. Per l'opera prestata la bandiera del reggimento venne decorata di Medaglia di bronzo al merito civile.
Dal 13 novembre 1999 al 30 marzo 2000 il battaglione genio pionieri "Timavo", inquadrato nel 21º Reggimento genio pionieri, veniva impiegato per la prima volta nell'ambito dell'operazione "Joint Guardian" in Kosovo.
Il 30 settembre 2000 il Reggimento veniva riconfigurato in Reggimento Genio Guastatori. Il 1º dicembre 2000, nel quadro del riordinamento delle Forze Operative Terrestri, il Reggimento è passato alle dipendenze della 8ª Brigata bersaglieri "Garibaldi".
Dal 28 novembre 2000 al 28 marzo 2001 e dal 30 luglio 2001 al 1º dicembre 2001 il Battaglione genio guastatori è stato nuovamente impiegato in Kosovo nell'operazione Joint Guardian, operazione nella quale sarebbe stato impiegato anche da dicembre 2004 a giugno 2005.
Da gennaio 2003 a maggio 2003 il Battaglione genio ha preso parte all'operazione "ISAF" in Afghanistan, dove da febbraio 2003 a giugno 2003 è stato impegnato anche un Plotone EOD per l'Operazione Nibbio svolta nell'ambito dell'operazione Enduring Freedom.
Il 21º Reggimento genio guastatori ha partecipato all'Operazione Antica Babilonia in Iraq da giugno ad ottobre 2003, operando bella zona di Nasiriyah dal 26 giugno 2003 al 7 ottobre 2003. Per aver contribuito in maniera determinante al successo della missione la bandiera del reggimento è stata decorata di Megaglia d'argento al valor militare con decreto 13 aprile 2006. Dal dicembre 2004 ad aprile 2005, ed una Compagnia genio dal maggio 2006 a novembre 2006 il reggimento è stato nuovamente impiegato in Iraq nell'ambito dell'Operazione Antica Babilonia.
Nel territorio italiano il personale del 21º Reggimento ha partecipato tra il 2000 e il 2005 alle complesse operazioni di bonifica da ordigni esplosivi e da residuati bellici nei territori delle Regioni Campania, Basilicata, Molise, Calabria e Puglia, meritando per l'opera svolta la Medaglia d'oro al valor civile e all'Operazione Strade Pulite nel febbraio 2010.
Nel febbraio 2012, aliquote di personale e mezzi del 21º Reggimento genio guastatori sono stati mobilitati per l'emergenza maltempo e sono intervenuti con pale caricatrici di grande capacità per ripristinare la viabilità nelle province di Potenza (Potenza, Melfi, Lagonegro e Forenza), Benevento (Castelfranco in Miscano), Avellino (San Sossio Baronia), Caserta (San Gregorio Matese e zona Miralago), Frosinone (Frosinone, Sora, Ceccano, Ferentino e Arnara) alleviando i disagi delle popolazioni.

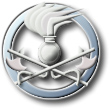
Fregio dell'Arma del genio dell'Esercito Italiano

## Struttura
- Comando di reggimento;
  - Compagnia Comando e Supporto Logistico
- Battaglione Genio guastatori (articolato in 5 compagnie);
  - 1ª Compagnia Guastatori
  - 2ª Compagnia Guastatori
  - 3ª Compagnia Guastatori
  - Compagnia Genio Guastatori (Castrovillari)
  - Compagnia Supporto allo schieramento

## Onorificenze
Nella sua storia il 21º Reggimento genio guastatori ha meritato le seguenti onorificenze alla bandiera:

## Simboli

### Scudo
Partito semitroncato: nel primo d'azzurro, ad una torre d'argento, aperta, finestrata e murata di nero, fondata su campagna di verde e cimata da un colle dello stesso, sostenente un drago al naturale, tenente con la branca destra una testa di toro pure al naturale (stemma cittadino della Città di Trani, luogo in cui fu costituito il Reggimento); nel secondo di rosso, alla croce d'argento; nel terzo d'azzurro, al silfio d'oro reciso.

### Ornamenti
Lo scudo è sormontato dalla corona turrita d'oro, accompagnata sotto da un nastro annodato nella corona, scendente e svolazzante in sbarra e in banda al lato dello scudo, rappresentativo della ricompensa al Valore. Sotto lo scudo su lista bifida d'oro, svolazzante, con la concavità rivolta verso l'alto, il motto "Tutto osare".

## Armi e mezzi in dotazione

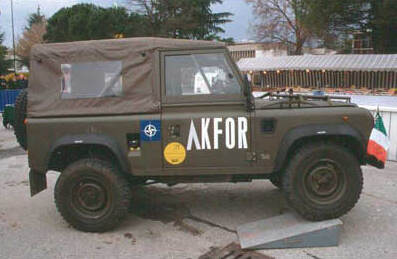
AR 90

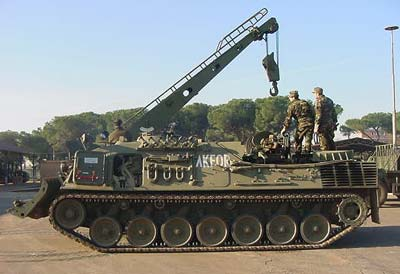
Carro pioniere "Pionierpanzer"

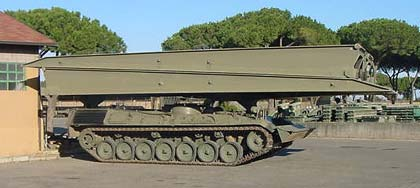
Carro gittaponte "Biber"

### Armamento
- Pistola automatica "BERETTA 92 FS" cal.9
- Fucile d'assalto "AR 70/90" cal. 5,56
- Arma di reparto "MINIMI" cal. 5,56
- Arma di reparto "MG 42/59" cal. 7,62 NATO
- Arma di reparto Browning cal. 12,7
- OD 82/SE
- Mortaio rigato da 120 mm

### Mezzi
- Land Rover AR 90
- Carro Pioniere "PIONIERPANZER"
- Carro Gittaponte "BIBER"
- FD/175 - Apripista cingolato
- FL/175 - Caricatore cingolato
- JCB/426 - Caricatore ruotato
- FE/20 - Escavatore cingolato
- JCB 1CX/3CX - Terna ruotata
- new holland - Escavatore cingolato
- new holland - Caricatore ruotato
- new holland - Apripista cingolato
- komatsu - Escavatore cingolato
- komatsu - Terna ruotata